# Billboard (reklama filmowa)
Billboard - krótki film reklamowy trwający zazwyczaj 8 sekund wskazujący sponsora danego programu telewizyjnego.
Kwestie związane ze sponsoringiem w telewizji reguluje Rozporządzenie Krajowej Rady Radiofonii i Telewizji (Dz.U. z 2000 r. nr 65, poz. 785). Zgodnie z polskim prawem billboard sponsorski nie może trwać dłużej niż 8 sek. Gdy sponsorów jest dwóch łącznie wskazanie sponsorskie może trwać 15 sek. a gdy jest ich więcej - 25 sek. łącznie.